# Phoebis avellaneda
Phoebis avellaneda är en fjärilsart som först beskrevs av Herrich-Schäffer 1865.  Phoebis avellaneda ingår i släktet Phoebis och familjen vitfjärilar.
Artens utbredningsområde är Kuba. Inga underarter finns listade i Catalogue of Life.